# Vuelta a España 1967
Die 22. Vuelta a España wurde in 18 Abschnitten und 2945 Kilometern vom 27. April bis zum 14. Mai 1967 ausgetragen und vom Niederländer Jan Janssen gewonnen, der auch die Punktwertung für sich entscheiden konnte. Die Bergwertung gewann Mariano Diaz.

## Teilnehmende Teams
| Profi-Radsportteams (11)- Kas-Kaskol - Mercier-BP-Hutchinson - Roméo-Smith's - Ferrys - Pelforth-Sauvage-Lejeune - Televizier-Batavus - Karpy - Vittadello - Fagor - Peugeot-BP-Michelin - Bic-Hutchinson |
| |

## Etappen
| Etappe | Datum     | von              | nach             | km        | Gewinner            | Maillot amarillo             |
| ------ | --------- | ---------------- | ---------------- | --------- | ------------------- | ---------------------------- |
| 1a     | 27. April | Vigo             | O Baixo Miño     | 110       | Guido Reybrouck     | Guido Reybrouck              |
| 1b     | 27. April | Vigo             | Vigo             | 4,1 (EZF) | Jan Janssen         | Jan Janssen                  |
| 2      | 28. April | Pontevedra       | Orense           | 186       | Domingo Perurena    | Domingo Perurena             |
| 3      | 29. April | Orense           | Astorga          | 230       | Ramón Sáez Marzo    | Domingo Perurena             |
| 4      | 30. April | Astorga          | Salamanca        | 201       | Ramón Sáez Marzo    | Michele Dancelli             |
| 5      | 1. Mai    | Salamanca        | Madrid           | 201       | Tom Simpson         | Josep Manuel Lopez Rodriguez |
| 6      | 2. Mai    | Albacete         | Benidorm         | 212       | Evert Dolman        | Jean-Pierre Ducasse          |
| 7      | 3. Mai    | Benidorm         | Valencia         | 148       | Gerben Karstens     | Jean-Pierre Ducasse          |
| 8      | 4. Mai    | Valencia         | Vinaroz          | 145       | Gilbert Bellone     | Jean-Pierre Ducasse          |
| 9      | 5. Mai    | Vinaroz          | Sitges           | 172       | Jan Lauwers         | Jean-Pierre Ducasse          |
| 10a    | 6. Mai    | Sitges           | Barcelona        | 39        | Jan Harings         | Jean-Pierre Ducasse          |
| 10b    | 6. Mai    | Barcelona        | Barcelona        | 45        | Gerben Karstens     | Jean-Pierre Ducasse          |
| 11     | 7. Mai    | Barcelona        | Andorra la Vella | 241       | Mariano Diaz        | Jean-Pierre Ducasse          |
| 12     | 8. Mai    | Andorra la Vella | Lerida           | 158       | Henk Nijdam         | Valentin Uronia              |
| 13     | 9. Mai    | Lerida           | Saragossa        | 182       | Angel Ibanez        | Jean-Pierre Ducasse          |
| 14     | 10. Mai   | Saragossa        | Pamplona         | 193       | Jos van der Vleuten | Jean-Pierre Ducasse          |
| 15a    | 11. Mai   | Pamplona         | Logrono          | 92        | Rolf Wolfshohl      | Jean-Pierre Ducasse          |
| 15b    | 11. Mai   | Laguardia        | Vitoria-Gasteiz  | 44 (EZF)  | Raymond Poulidor    | Jean-Pierre Ducasse          |
| 16     | 12. Mai   | Vitoria-Gasteiz  | San Sebastian    | 139       | Tom Simpson         | Jean-Pierre Ducasse          |
| 17     | 13. Mai   | Villabona        | Zarautz          | 28 (EZF)  | Gerben Karstens     | Jan Janssen                  |
| 18     | 14. Mai   | Zarautz          | Bilbao           | 175       | Gerben Karstens     | Jan Janssen                  |

## Endstände
| \| Gesamtwertung \| Gesamtwertung \| Gesamtwertung \| Gesamtwertung \| Gesamtwertung \| \| Fahrer \| Fahrer \| Land \| Team \| Zeit \| \| ------------- \| --------------------------- \| ------------- \| ------------------------ \| ---------------- \| \| 1. \| Jan Janssen \| Niederlande \| Pelforth-Sauvage-Lejeune \| 76 h 38 min 04 s \| \| 2. \| Jean-Pierre Ducasse \| Frankreich \| \| + 1 min 43 s \| \| 3. \| Aurelio González Puente \| Spanien \| Kas-Kaskol \| + 1 min 45 s \| \| 4. \| Luis Otaño \| Spanien \| Fagor \| + 2 min 39 s \| \| 5. \| Cees Haast \| Niederlande \| Televizier-Batavus \| + 3 min 20 s \| \| 6. \| Josep Manuel López Martínez \| Spanien \| \| + 3 min 41 s \| \| 7. \| Gregorio San Miguel \| Spanien \| Kas-Kaskol \| + 4 min 19 s \| \| 8. \| Raymond Poulidor \| Frankreich \| Mercier-BP-Hutchinson \| + 4 min 20 s \| \| 9. \| Mariano Díaz \| Spanien \| Fagor \| + 5 min 54 s \| \| 10. \| José Pérez Francés \| Spanien \| Kas-Kaskol \| + 6 min 04 s \| |                             |             |                          |                  |
| |                             |             |                          |                  |
| |                             |             |                          |                  |
| Gesamtwertung |                             |             |                          |                  |
| Fahrer | Fahrer                      | Land        | Team                     | Zeit             |
| 1. | Jan Janssen                 | Niederlande | Pelforth-Sauvage-Lejeune | 76 h 38 min 04 s |
| 2. | Jean-Pierre Ducasse         | Frankreich  |                          | + 1 min 43 s     |
| 3. | Aurelio González Puente     | Spanien     | Kas-Kaskol               | + 1 min 45 s     |
| 4. | Luis Otaño                  | Spanien     | Fagor                    | + 2 min 39 s     |
| 5. | Cees Haast                  | Niederlande | Televizier-Batavus       | + 3 min 20 s     |
| 6. | Josep Manuel López Martínez | Spanien     |                          | + 3 min 41 s     |
| 7. | Gregorio San Miguel         | Spanien     | Kas-Kaskol               | + 4 min 19 s     |
| 8. | Raymond Poulidor            | Frankreich  | Mercier-BP-Hutchinson    | + 4 min 20 s     |
| 9. | Mariano Díaz                | Spanien     | Fagor                    | + 5 min 54 s     |
| 10. | José Pérez Francés          | Spanien     | Kas-Kaskol               | + 6 min 04 s     |

| Punktewertung | Punktewertung    | Punktewertung | Punktewertung            | Punktewertung |
| Fahrer        | Fahrer           | Land          | Team                     | Punkte        |
| ------------- | ---------------- | ------------- | ------------------------ | ------------- |
| 1.            | Jan Janssen      | Niederlande   | Pelforth-Sauvage-Lejeune | 209 P.        |
| 2.            | Gerben Karstens  | Niederlande   | Televizier-Batavus       | 171 P.        |
| 3.            | Ramón Sáez Marzo | Spanien       | Ferrys                   | 159 P.        |

| Bergwertung | Bergwertung          | Bergwertung | Bergwertung | Bergwertung |
| Fahrer      | Fahrer               | Land        | Team        | Punkte      |
| ----------- | -------------------- | ----------- | ----------- | ----------- |
| 1.          | Mariano Díaz         | Spanien     | Fagor       | 59 P.       |
| 2.          | Gregorio San Miguel  | Spanien     | Kas-Kaskol  | 46 P.       |
| 3.          | Vicente López Carril | Spanien     | Kas-Kaskol  | 25 P.       |